# あまんきみこ
あまん きみこ（本名（旧姓）：阿萬 紀美子（読み同じ）、1931年〈昭和6年〉8月13日 - ）は、日本の児童文学作家。

## 来歴・人物
旧満洲撫順市に生まれる。父は宮崎県出身で南満洲鉄道（満鉄）系列会社の社員だった。あまんは一人娘で、祖父母や叔母も含めて満鉄の社宅で暮らした。小学校入学時は新京（現在の長春市）在住だったが、当時は病弱だったという。小学3年生の時に大連市に移り住み、（病弱だった新京時代に対し）「私の記憶には大連の日々しかありません」と述べている。その一方、病床で家族から民話・寓話の語りを聞いたり本を読んだことがきっかけで「窓から空を眺めながら、空想でお話を作ることが好きでした」とも述べている。2020年に刊行した絵本『あるひあるとき』は満州時代の体験がモチーフとなっている。
1944年に進学し、大連神明高等女学校2年生のときに終戦を迎える。当時父は出征中（祖父はすでに死去）で女性ばかりの家族は、ソ連軍占領下の大連で2年近くを過ごす。身の安全のため家族は頭髪を刈り上げ、あまんは男子の制服を借りて着たという。1947年3月に一家で大阪に帰国し、大阪府立豊中高等女学校（在学中に大阪府立桜塚高校と改称）に編入し、同校を卒業する。乳癌に罹患した母があまんの将来を案じたために19歳で婚約した。母はその翌日に死去（1950年）。20歳の時に結婚して、夫の転勤に伴い東京に移住した。
その後、勉学の意欲に駆られ日本女子大学児童学科通信教育部に入学、与田準一を知る。与田の勧めで坪田譲治主宰の「びわの実学校」に「くましんし」を投稿し評価を得て、同人となる。1968年、「びわの実学校」発表作品を集めた『車のいろは空のいろ』を出版し、第1回日本児童文学者協会新人賞、第6回野間児童文芸推奨作品賞を受賞した。
「ちいちゃんのかげおくり」「おにたのぼうし」「白いぼうし（『車のいろは空のいろ』シリーズの一篇）」など、あまんきみこ作品は東京書籍や教育出版等多くの小学校国語の教科書に掲載されている。
2020年時点では、京都府長岡京市在住。

## 受賞・受章
- 1968年（昭和43年）「車のいろは空のいろ」　第1回日本児童文学者協会新人賞　野間児童文芸推奨作品賞
- 1979年（昭和54年）「ひつじぐものむこうに」産経児童出版文化賞
- 1981年（昭和56年）「こがねの舟」旺文社児童文学賞
- 1983年（昭和58年）「ちいちゃんのかげおくり」小学館文学賞
- 1986年（昭和61年）「ぽんぽん山の月」絵本にっぽん賞
- 1989年（平成元年）「おっこちゃんとタンタンうさぎ」野間児童文芸賞
- 1990年（平成2年）「だあれもいない」ひろすけ童話賞
- 2001年（平成13年）紫綬褒章[11]
- 2004年（平成16年）「きつねのかみさま」日本絵本賞
- 2016（平成28年）第51回 東燃ゼネラル児童文化賞
- 2023（令和5年）「車のいろは空のいろ　ゆめでもいい」産経児童出版文化賞大賞

## 著書

### アンソロジー・全集
- 七つのぽけっと 理論社 1976.12　のちフォア文庫
- あまんきみこ童話集 全5巻 ポプラ社 2008.3  のちハルキ文庫
- あまんきみこセレクション 全5巻 三省堂 2009.12

### シリーズ
車のいろは空のいろシリーズ 主にポプラ社 1968.9　のち文庫
ふうたの○○まつりシリーズ 主にあかね書房など
- ふうたのゆきまつり 1971
- ふうたのはなまつり 1976.4 のちフォア文庫
- ふうたのほしまつり 1996.3
- ふうたのかぜまつり 2003.5

えっちゃんシリーズ フレーベル館
- えっちゃんの森 1977.2
- えっちゃんのあきまつり あかね書房 1981.3
- えっちゃんとふうせんばたけ 1982.7
- えっちゃんとミュウ 2003.10

あまんきみこのあかちゃんえほん ポプラ社
- あそびましょう 1983.12
- あっぷっぷう 1983.12
- いないよいないよ 1983.12
- おててぱちぱち 1983.12
- ないたこだあれ 1983.12
- おやすみなさい 1984.9
- ぴんぽんだあれ 1984.9
- いっぱいたべよう 1984.8
- おふろでとっぷーん 1984.8
- じょうずにはけたよ 1984.8

こねこのミュウシリーズ フレーベル館
1. こねこのミュウ
2. ミュウのいえ 1989.5
3. スキップスキップ  1989.5
4. ストーブのまえで 1990.4
5. はるのよるのおきゃくさん 1990.5
6. シャムねこせんせいおげんき? 1990.6

### 1960年代
- ふしぎなゆうえんち 実業之日本社 1969
- おにたのぼうし ポプラ社 1969
- みんなおいで 福音館 1969 (こどものとも)

### 1970年代
- とらうきぷっぷ 講談社 1971
- どんぐりふたつ 偕成社 1971
- ミュウのいるいえ フレーベル館 1972 「名まえをみてちょうだい」ポプラ社文庫
- きつねみちは天のみち 大日本図書 1973
- よもぎのはらのたんじょうかい 金の星社 1973
- あかいぼうし 偕成社 1973
- いっかいばなしいっかいだけ あかね書房 1974
- ちびっこちびおに 偕成社 1974
- ままごとのすきな女の子 岩崎書店 1974
- おかあさんの目 あかね書房 1975　のち文庫
- バクのなみだ 岩崎書店 1975
- ふたりのサンタおじいさん 偕成社 1976.12
- のはらのうた 岩崎書店 1976.10
- 山ねこおことわり ポプラ社 1977.4
- みちくさ一年生 講談社 1978.3
- 北風をみた子 大日本図書 1978.3
- みんなおいでよ 小学館 1978.8
- ひつじぐものむこうに 文研出版 1978.10
- はなおばあさんのおきゃくさま 旺文社 1978.7
- ねこルパンさんとしろいふね あかね書房 1979.4
- かえりみち あい書房 1979.7 (あまんきみこおはなしえほん)
- ぼくのでんしゃ ポプラ社 1979.7
- かみなりさんのおとしもの 偕成社 1979.10

### 1980年代
- はなとしゅうでんしゃ 文研出版 1980.3
- あかいくつ 岩崎書店 1980.5
- こがねの舟 ポプラ社 1980.12 (文学の館)
- ちいさなこだまぼっこ 大日本図書 1981.4
- おとといのおじさん 旺文社 1981.4
- とうさんのお話トランク 講談社 1981.11
- ちいちゃんのかげおくり あかね書房 1982.8
- はんぶんはんぶん 教学研究社 1982.10
- クレヨンぞうさん 大日本図書 1982.9
- きんのことり PHP研究所 1982.12
- もうひとつの空 福音館書店 1983.11
- すずおばあさんのハーモニカ ひさかたチャイルド 1983.9
- かまくらかまくらゆきのいえ ひくまの出版 1984.9
- ぎんいろのねこ 小学館 1984.1 (小学館こども文庫)
- きつねのおきゃくさま サンリード 1984.8
- たろうのかみひこうき 講談社 1984.8
- ぽんぽん山の月 文研出版 1985.12
- ふしぎなオルゴール 1985.6 (講談社文庫)
- こんにちはのこちゃん 偕成社 1985.7
- そらいろのハンカチ フレーベル館 1985.9
- マコちゃんとねむの花 秋書房 1986.3
- くもうまさん フレーベル館 1986.1
- つきよはうれしい 理論社 1986.8
- すずかけ写真館 1986.10 (講談社青い鳥文庫)
- たんじょうびにはコスモスを ひさかたチャイルド 1986.10
- あかいはながさいたよ あかね書房 1987.3
- こぶたのぶうぶはこぶたのぶうぶ 童心社 1987.3
- 銀の砂時計 1987.10 (講談社文庫)
- あしたもあそぼうね すずき出版 1987.11 (こどものくに傑作絵本)
- ようちえんにいったともちゃんとこぐまくん 福音館書店 1988.3
- あそびたいものよっといで 岩崎書店 1988.3
- 海からきたむすめ 偕成社 1988.5
- しろいライオン 理論社 1989.11
- おっこちゃんとタンタンうさぎ 福音館書店 1989.4

### 1990年代
- まよいご一年生 講談社 1990.6
- だあれもいない? 講談社 1990.3
- エリちゃんでておいで 佼成出版社 1990.11
- るすばん一年生 講談社 1991.7
- サンタさんといっしょに クリスマスのおはなし 教育画劇 1992.10
- あのねかずくんはいしゃさんはこわくない ポプラ社 1992.7
- ともちゃんとこぐまくんのうんどうかい 福音館書店 1992.6
- きつねバスついたかな フレーベル館 1993.2
- びりっこ一年生 講談社 1994.2
- きつねの写真 岩崎書店 1995.4
- おりがみのはらであそびましょ 小学館 1995.8
- ひつじぐものむこうに 文研出版 1995.1
- 雲のピアノ 講談社 1995.2
- すすきのはらのおくりもの 新学社・全家研 1996.5
- ひみつのひきだしあけた? PHP研究所 1996.2
- あのこはだあれ リーブル 1996.9
- ぼうしねこはほんとねこ ポプラ社 1997.4
- 海うさぎのきた日 小峰書店 1998.6
- 花をかう日 ポプラ社 1999.6
- わすれんぼ一年生 講談社 1999.1
- おはじきの木 あかね書房 1999.12

### 2000年代
- 父さんのたこはせかいいち にっけん教育出版社 2001.7
- シャムねこせんせいおげんき? チャイルド本社 2001.8
- ねんねんねん 小峰書店 2001.9
- てまりのき 講談社 2002.10
- だんだんやまのそりすべり 福音館書店 2002.11
- まほうのマフラー ポプラ社 2002.1
- なかないでなかないで チャイルド本社 2003.3
- すてきなぼうし あかね書房 2003.3
- うさぎがそらをなめました フレーベル館 2003.11
- きつねのかみさま ポプラ社 2003.12
- ままたろう?  あかね書房 2004.10
- おひさまえんのさくらのき あかね書房 2005.11
- ぼくはおばけのおにいちゃん 教育画劇 2005.7
- ゆうひのしずく 小峰書店 2005.7
- あなたは、だあれ? 小学館 2005.10
- おまけのじかん ポプラ社 2007.1
- あかりちゃん 文研出版 2007.2
- けんかのなかよしさん あかね書房 2007.2
- みどりのふえ フレーベル館 2007.4
- わたしのおとうと 学習研究社 2007.7
- 天の町やなぎ通り あかね書房 2007.12
- げんまんげんまん 小峰書店 2008.2
- けいこちゃん ポプラ社 2008.7
- 空の絵本 童心社 2008.3
- こぶたのぶうぶそらをとぶ 教育画劇 2008.7
- くもりガラスのむこうには 岩崎書店 2009.1
- このゆび、とーまれ 小峰書店 2009.1
- いっぱいのおめでとう あかね書房 2009.5
- もういいよう ポプラ社 2009.6
- こぶたのぶうぶはほんとにぶうぶ?  教育画劇, 2009.7
- あのひあのとき のら書房、2020.6

### 翻訳
- きんのはくちょう すずき出版 1988.3 (ジャータカ絵本全集)
- クリスマスくまくん アン・マンガン 学習研究社 2003.11